# بنجامين ويليام
بنجامين ويليام (بالإنجليزية: Benjamin Hale)‏ هو شخصية أعمال أمريكي، ولد في 23 نوفمبر 1797 في Newbury, Massachusetts ‏ في الولايات المتحدة، وتوفي في 15 يوليو 1863.